# Modellschule Obersberg
Die Modellschule Obersberg (Abkürzung MSO) ist ein Oberstufengymnasium mit integrierter kaufmännischer Berufsschule in Bad Hersfeld.

## Konzept
Das Projekt stellt den Versuch dar, die sonst im deutschen Schulsystem getrennten Bildungsgänge der gymnasialen und beruflichen Bildung in einer Institution zu vereinen. Daher rührt der Name „Modellschule“.
Die Modellschule bietet den Schülern eine Vielzahl an Abschlüssen an, neben dem Abitur im Rahmen der kaufmännischen Teil- und Vollzeitschulen auch die Fachhochschulreife und den Mittleren Abschluss.
Angegliedert an die Modellschule ist die kooperative Gesamtschule Obersberg (Abkürzung GSO). Räumliche und personelle Verknüpfungen zwischen den Schulen sollen die Übergänge in die weiterführenden Schulformen der Modellschule Obersberg erleichtern.

## Geschichte
Die Modellschule besteht seit 1973. Am 14. Dezember 1967 beschloss der Kreistag einstimmig:
„Es soll auf dem Gelände Obersberg eine gemeinsame Schule (additive Gesamtschule) für das Gymnasium Alte Klosterschule, eine Haupt- und Realschule mit Förderstufe sowie für die bisherigen in Bad Hersfeld bestehenden Berufsfachschulklassen errichtet werden. In der Planung sind Räumlichkeiten für eine Tagesheimschule bis zu 300 Kindern vorzusehen. Der Besuch der Tagesheimschule soll freiwillig sein. Die Planung und bauliche Gestaltung soll so erfolgen, dass jeder künftigen Entwicklung in der Schulorganisation Rechnung getragen wird.“

## Ehemalige Schüler
- Reinhard Ries (* 1956), Architekt und ehemaliger Leiter der Feuerwehr Frankfurt am Main
- Reinhard Dittel (1956–2021), Physiotherapeut, Sachbuchautor und Verleger
- Narges Rashidi (* 1980), Schauspielerin
- Florian Grafl (* 1982), Schachspieler
- Daniel Müksch (* 1980), Journalist und Autor

## Auszeichnungen
- Am 4. Dezember 2017 wurde die Schule im Rahmen der Kampagne „Hessen lebt Respekt“ der Hessischen Landesregierung durch den Finanzminister Thomas Schäfer als „Ort des Respekts“ ausgezeichnet.[4]